# Cassano Magnago
Cassano Magnago é uma comuna italiana da região da Lombardia, província de Varese, com cerca de 20.673 habitantes. Estende-se por uma área de 12 km², tendo uma densidade populacional de 1723 hab/km². Faz fronteira com Busto Arsizio, Cairate, Carnago, Cavaria con Premezzo, Fagnano Olona, Gallarate, Oggiona con Santo Stefano.

## Demografia
| Variação demográfica do município entre 1861 e 2011                               |
|                                                                                   |
| Fonte: Istituto Nazionale di Statistica (ISTAT) - Elaboração gráfica da Wikipedia |